# Bartomeu Quesada i Vilar
Bartomeu Quesada i Vilar   (Barcelona, 7 de gener de 1944 - 10 de juny de 2014), més conegut com a Bartolo Quesada, fou un ex-pilot d'enduro català, Campió d'Espanya amb Montesa en 75 cc el 1976.
Mecànic de professió i resident a Cornellà de Llobregat, Quesada debutà en competició practicant el motocròs, disciplina que alternà més endavant amb l'enduro (aleshores anomenat Tot Terreny) com a pilot oficial de Montesa. Durant els anys 70 fou un dels competidors habituals del Campionat d'Espanya de tot terreny, tenint com a rivals principals a Narcís Casas O Rei, Ton Marsinyach, Josep Maria (Bubú) Casanovas, Joan Bellsolà, Josep Maria Pibernat i altres. L'any 1976, en què s'instaurà la categoria dels 75 cc, Quesada hi participà amb la nova Montesa Enduro 75 obtenint-hi el seu únic títol estatal.